# عبدالله رمضان عشري حجي
عبدالله رمضان عشري حجي هو جندي مصري بالقوات المسلحة المصرية.

## حياته
عبدالله ولد بقرية العجميين التابعة لمدينة إبشواي بمحافظة الفيوم جنوب غرب مصر، حصل على مؤهل متوسط وكان يساعد أسرته في أعمال الزراعة خلال فترات إجازته التي كان يقضيها بمسقط رأسه.

## استشهاده
قتل عبدالله رمضان عشري حجي برصاص الجيش الإسرائيلي على السياج الحدودي بين مصر وإسرائيل قرب معبر رفح بسبب اندلاع اشتباكات بين جنود إسرائيليين وعناصر من الفصائل الفلسطينية، أدت إلى إطلاق النيران في عدة اتجاهات فقام عنصر التأمين المصري باتخاذ إجراءات الحماية والتعامل مع مصدر النيران. شيعت قرية العجميين في محافظة الفيوم جنوب غربي مصر، جثمان الجندي عبدالله رمضان.